# 包晶

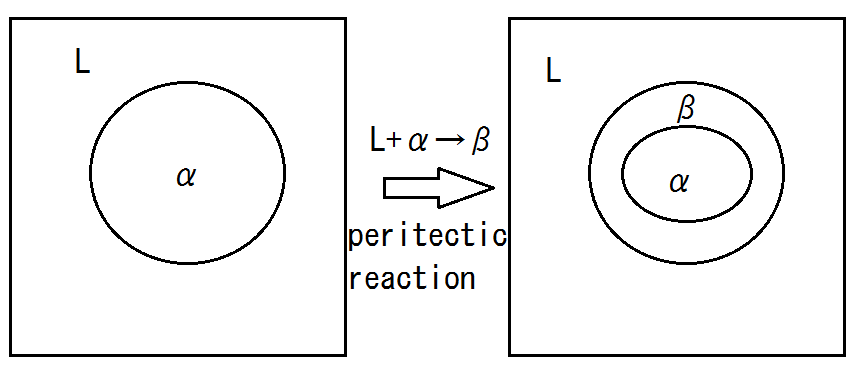
包晶反応の模式図

包晶（ほうしょう:peritectic）は合金などが凝固するときの凝固形態、結晶組織の一つで、液相Lが固相αの周りを包むように反応して、別の固相βを形成したときにできる結晶である。
包晶ができるような反応を包晶反応（peritectic reaction）という。
α+L→β
（包析反応とよく似ている。）